# Taxa de Preservação Ambiental
Taxa de Preservação Ambiental (TPA) é uma cobrança municipal no Brasil cuja receita é destinada a promover a sustentabilidade ambiental em estâncias turísticas. A receita é usada para investimentos públicos, por exemplo em saneamento básico e preservação.
A TPA está prevista no artigo 145, inciso II, da Constituição Federal, e no Código Tributário Nacional, nos artigos 77 e 78.
Localidades brasileiras que adotam a TPA incluem: Bombinhas (2013), Fernando de Noronha (1989), Governador Celso Ramos (2019), Ilhabela (2007), Morro de São Paulo (2013) e Ubatuba (2023).